# جوانا فيسنتي
جوانا فيسنتي (بالإنجليزية: Joana Vicente)‏ هي منتجة أفلام أمريكية، ولدت في 1963.

## وصلات خارجية
- جوانا فيسنتي على موقع IMDb (الإنجليزية)
- جوانا فيسنتي على موقع قاعدة بيانات الفيلم (الإنجليزية)